# Donk

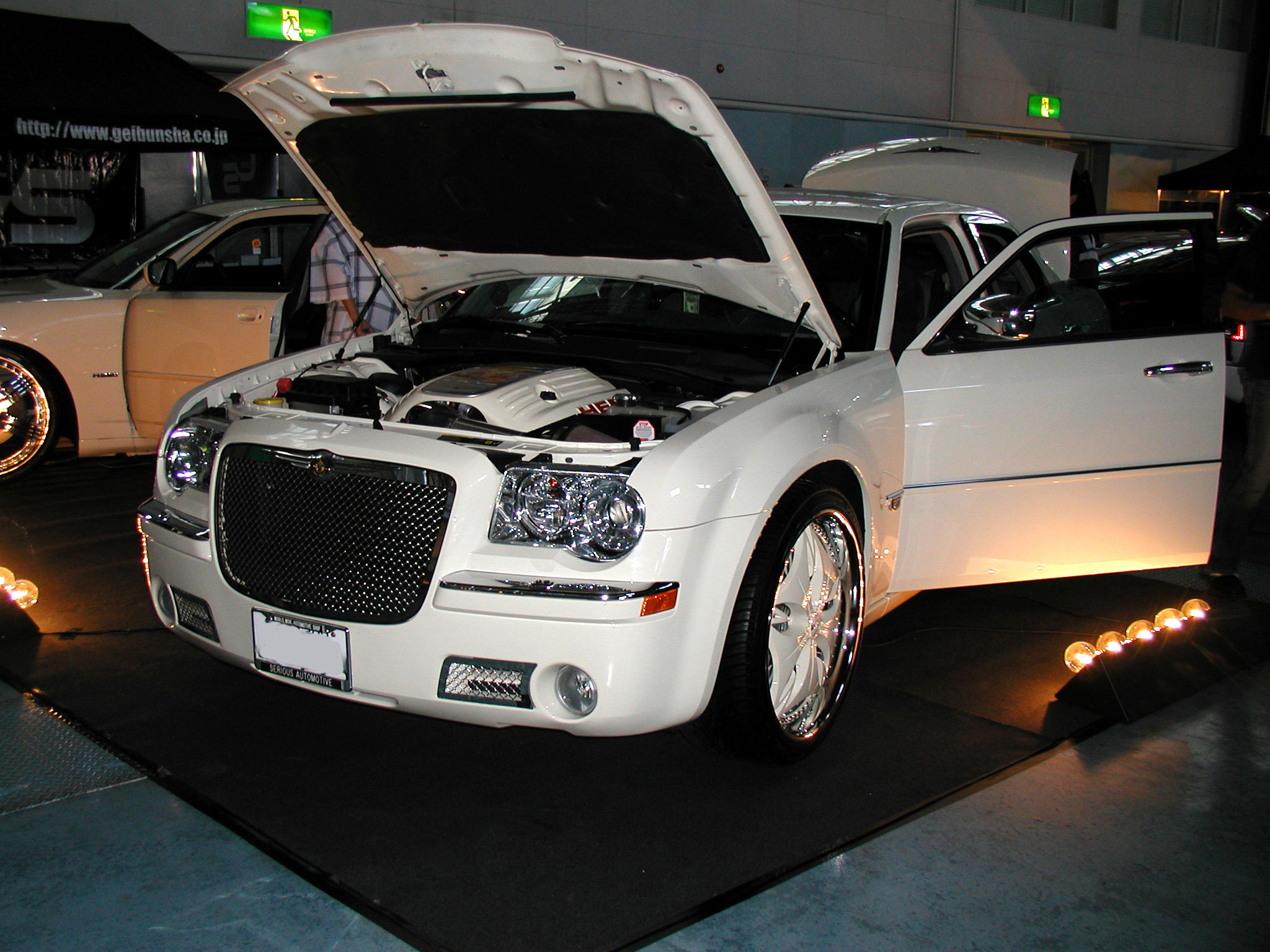
Chrysler 300CV personnalisé à un salon automobile.

Pour les articles homonymes, voir Donk (homonymie).
Pour les articles ayant des titres homophones, voir Donck.
Donk (box ou bubble) est un terme d'argot américain désignant un type d'automobile fortement personnalisée aux goûts du propriétaire. Il désigne typiquement une berline américaine de milieu de gamme des années 1970 à 1990, très souvent des Chevrolet Monte Carlo, Chevrolet Impala ou Chevrolet Caprice.

## Caractéristiques
Le donk s'est à l'origine développé autour de la culture dirty south, un sous-courant du hip-hop, mais la tendance s’est étendue à travers tous les États-Unis. Les véhicules personnalisés dans le genre donk se distinguent par leur jantes démesurées (voir disproportionnées), de 20 à 30" (50 à 75 cm) de diamètre ou plus, aussi bien que par des peintures fantaisistes et du matériel audio haut de gamme. Les suspensions sont surélevées pour donner un dégagement approprié à la taille des roues, et pour que l’avant de la voiture soit légèrement plus haut que l’arrière. Le résultat a souvent un côté extravagant et drôle. 
Il y a plusieurs sous-types de donks, bien que les différences soient confuses et sujettes à discussion : 
- le « donk » traditionnel est une voiture des années 1970 avec une extrémité arrière en pente ;
- le « box » est une voiture des années 1980 avec des extrémités avant et arrière carrées ;
- le « bubble » est une voiture avec les lignes douces et profilées des années 1990[1].